# Thumb Point
Der Thumb Point (englisch für Daumenspitze) ist ein felsiger Gebirgskamm im ostantarktischen Viktorialand. In den Prince Albert Mountains entspringt er der nordwestlichen Seite des Zeugenbergs The Mitten.
Die Südgruppe einer von 1962 bis 1963 durchgeführten Kampagne im Rahmen der New Zealand Geological Survey Antarctic Expedition gab ihm seinen deskriptiven Namen.